# Paul Le Guen
Paul Le Guen (* 1. März 1964 in Pencran) ist ein französischer Fußballtrainer. Er beendete seine aktive Karriere als Fußballspieler im Jahre 1998. Der 1,86 Meter große Franzose spielte vorwiegend in der Abwehr.

## Spielerkarriere
Seine Karriere begann Paul Le Guen 1972 als Kind in Landerneau in der Bretagne. Dort spielte er bis 1977 und wechselte dann nach Pencran. 1984 unterschrieb Le Guen in seiner zweiten Saison bei Stade Brestois im Alter von 20 Jahren seinen ersten Fußballprofivertrag. Er spielte bis 1988 in Brest und anschließend für zwei Saisons beim FC Nantes. 1991 begann der erfolgreiche Teil seiner Karriere mit dem Wechsel zu Paris Saint-Germain. International spielte er sowohl für Frankreich als auch für die Bretagne. 1998 beendete er seine Karriere nach 444 Spielen in der Division 1 und wurde Fußballtrainer.

## Trainerkarriere
Le Guen begann seine Trainerkarriere 1998 bei Stade Rennes in Frankreich. Vom 21. Mai 2002 bis zum Sommer 2005 trainierte er Olympique Lyon. Der Verein wurde mit Le Guen dreimal in Folge (2003 bis 2005) französischer Meister. 2004 wurde er zum Trainer des Jahres in Frankreich gewählt. Nach dem ersten gewonnenen Titel des Vereins unter Jacques Santini im Jahr 2002 war das der vierte Meistertitel in Serie für Olympique. Le Guen stellte seine Mannschaft 2005 so ein, dass sie sich drei Spieltage vor Schluss mit nicht mehr einzuholendem Vorsprung den Titel rechnerisch gesichert hatte. Er ist der dritte Fußballlehrer in Frankreich, der drei Titel in Folge gewann. Zuvor war dies Albert Batteux (1968–1970) und Robert Herbin (1974–1976) gelungen.
Im Sommer 2006 trat Le Guen die Nachfolge von Alex McLeish bei den Glasgow Rangers an. Der Vertrag wurde sieben Monate später nach einem Streit mit dem Mannschaftskapitän Barry Ferguson aufgelöst. Dies war die kürzeste Amtszeit eines Trainers der Rangers. Am 15. Januar 2007 wurde Le Guen Nachfolger von Guy Lacombe als Trainer beim abstiegsbedrohten Paris Saint-Germain. Er verließ den Verein nach der Saison 2008/09.
Im Juli 2009 wurde Le Guen Trainer der kamerunischen Nationalmannschaft. Er führte die Mannschaft erfolgreich durch die Qualifikation zur Weltmeisterschaft in Südafrika. Gleichzeitig erfolgte die Qualifikation für die Fußball-Afrikameisterschaft 2010, bei der Kamerun gegen den späteren Sieger Ägypten im Viertelfinale mit 1:3 n. V. ausschied. Bei der WM 2010 traf Kamerun auf die Niederlande, Dänemark und Japan, verlor alle drei Spiele und erzielte das zweitschlechteste Gesamtergebnis des Turniers, woraufhin Le Guen am 25. Juni zurücktrat. Von Juni 2011 bis 2016 war er Nationaltrainer des Oman. Im Juli 2016 wurde er als Trainer der nigerianischen Nationalmannschaft vorgestellt, jedoch wurde die Ernennung schon wenig später wieder rückgängig gemacht.
Am 22. Juni 2017 wurde Le Guen Trainer des türkischen Erstligisten Bursaspor. Am 10. April 2018 wurde er entlassen. Seit 2019 betreut er in seiner französischen Heimat den Le Havre AC.

## Palmarès

### Als Spieler
(alle Erfolge mit Paris Saint-Germain)
- Französischer Meister: 1993/94 (und Vizemeister 1992/93, 1995/96 und 1996/97)
- Französischer Pokalsieger: 1992/93, 1994/95 und 1997/98
- Französischer Ligapokalgewinner: 1995 und 1998
- Französischer Supercup-Sieger: 1995
- Europapokalsieger der Pokalsieger: 1995/96
- 17 Einsätze für die französische Fußballnationalmannschaft zwischen 1993 und 1995

### Als Trainer
- Französischer Meister: 2002/03, 2003/04 und 2004/05 mit Olympique Lyon
- Französischer Ligapokalsieger: 2008 mit Paris Saint-Germain
- Französischer Trainer des Jahres: 2004